# كأس الكؤوس الإفريقية 1976
كأس الكؤوس الأفريقية 1976 هو الموسم 2 من كأس الكؤوس الأفريقية. أشرف على تنظيمه الاتحاد الأفريقي لكرة القدم، وكان عدد الأندية المشاركة فيه 20، وفاز فيه شوتينغ ستارز.